# Râul Moșcăneasca
Râul Moșcăneasca este un curs de apă, afluent al râului Vicinic. 

## Hărți
- Harta județului Caraș-Severin